# Apertura di gioco chiuso
Con la locuzione apertura di gioco chiuso (o partita chiusa) si indica un'apertura scacchistica caratterizzata dalle mosse:
1. d4 d5

Risposte diverse da 1…d5 danno origine alle aperture di gioco semichiuso.

## Analisi
La mossa 1.d4 offre gli stessi vantaggi allo sviluppo e al controllo del centro che offre 1.e4, ma a differenza che nell'apertura di re, dove il pedone rimane indifeso in e4, il pedone in d4 è protetto dalla donna. Questa leggera differenza ha un notevole impatto sull'apertura, ad esempio, mentre il gambetto di re è giocato raramente al giorno d'oggi ai più alti livelli, il gambetto di donna rimane popolare a ogni livello di gioco; inoltre le trasposizioni di mosse sono molto più comuni nelle partite chiuse rispetto a quelle aperte.
L'attacco Richter-Veresov, il sistema Colle, l'attacco Stonewall e il gambetto Blackmar sono classificati come partita di pedone di donna dato che il bianco gioca d4 senza giocare c4. Il Richter-Veresov è poco giocato nei tornei e i Colle e Stonewall sono dei sistemi più che delle specifiche aperture. Qui lo sviluppo del bianco mira a costituire una particolare formazione senza troppa preoccupazione per come il nero sceglie di difendersi. Entrambi questi sistemi sono popolari tra i giocatori di circolo perché abbastanza semplici da imparare, ma raramente vengo utilizzati dai professionisti, dato che un avversario preparato li può neutralizzare facilmente. Il gambetto Blackmar è un tentativo del bianco di aprire le linee e ottenere delle possibilità di attacco, la maggior parte dei professionisti lo considera però troppo rischioso, sebbene sia abbastanza popolare nel gioco rapido.
La più importante partita chiusa è la famiglia del gambetto di donna, caratterizzata da 2.c4. In effetti questa apertura non è un gambetto propriamente detto, in quanto il bianco può, se vuole, sempre riprendere il pedone.
Nel gambetto di donna accettato il nero gioca 2…dxc4, rinunciando al centro in cambio di uno sviluppo più libero e la possibilità di isolare il pedone di donna del bianco con c5 e cxd4. Il bianco ottiene maggiore attività e possibilità di attacco.
Il nero ha due modi per rifiutare il pedone, la difesa slava (2…c6) o il gambetto di donna rifiutato (2…e6). Entrambe questa scelte conducono a un immenso intrigo di variazioni che richiedono grande studio per un gioco corretto. Tra le possibilità offerte dal gambetto di donna rifiutato troviamo la partita ortodossa, la difesa Lasker, la difesa Cambridge-Springs, la variante Tartakover e la difesa Tarrasch.
Risposte del nero diverse da 2…dxc4, 2…e6 o 2…c6 sono rare:
- 2…Cc6 (difesa Chigorin): giocabile ma rara
- 2…c5 (difesa austriaca): rara e sconsigliata dalla teoria
- 2…Af5 (difesa Keres): cerca di risolvere il problema dell'alfiere di donna nero sviluppandolo alla seconda mossa, raramente giocata da qualche Grande maestro
- 2…e5 (controgambetto del centro, per analogia al "vero" controgambetto del centro, effettuato con apertura di pedone di re): considerato genericamente troppo rischioso in torneo
- 2…Cf6 (difesa Marshall): considerato genericamente inferiore per il nero.

## Continuazioni
- 2.Cc3 Cf6 3.Ag5 attacco Richter-Veresov
- 2.c4 gambetto di donna
  - 2.c4 dxc4 gambetto di donna accettato
  - 2.c4 c5 difesa austriaca
  - 2.c4 c6 difesa slava
  - 2.c4 Cc6 difesa Chigorin
  - 2.c4 e5 controgambetto del centro
  - 2.c4 e6 gambetto di donna rifiutato
  - 2.c4 Af5 difesa Keres
  - 2.c4 Cf6 difesa Marshall
- 2.e3 attacco Stonewall
- 2.e4 gambetto Blackmar
- 2.Cf3 Cf6 3.e3 sistema Colle
- 2.Af4 sistema londinese